# 초고에너지 우주선
천체입자물리학에서 초고에너지 우주선(ultra-high-energy cosmic ray, UHECR)은 운동 에너지가 1 × 1018 eV 이상으로 불변 질량이 평소의 일반적인 우주선보다 매우 높은 자유에너지를 가진 우주선을 뜻한다.
극초고에너지 우주선(extreme-energy cosmic ray, EECR)은 운동 에너지가 그레이젠-자체핀-쿠츠민 한계(GKZ 한계)를 넘어선 5 × 1019(8 J) eV 이상의 에너지를 가진 UHECR를 말한다. 이 한계는 대략 1억 6천만 광년 정도를 여행한, 먼 거리에서 온 우주선 입자가 가진 최대 에너지 한계로 고에너지 우주선 입자가 우주 마이크로파 배경 광자의 산란으로 오는 동안 최소한의 에너지를 잃고 남은 에너지이다. EECR은 초기 우주에서 온 입자라고 말할 수는 없으나 우주론적으로 굉장히 "젊은" 편에 속한 것이라 할 수 있으며, 알려지지 않은 물리학적 과정을 통해 처녀자리 초은하단에서 방출하여 여행한 것으로 추정된다.
이 입자를 관측하기란 매우 힘들다. 2004년부터 2007년 사이 피에르 아우거 관측소(PAO)에서 5.7 × 1019 eV를 넘는 에너지를 가진 입자를 발견한 횟수가 총 24건이며,천문대가 관측중인 3000 km2의 영역에서 매 4주마다 한번씩 일어나는 꼴이다.
이러한 초고에너지 우주선의 관측은 UHECR이 대부분의 우주선과 같은 광자가 아닌 철 입자핵일 가능성을 보여주기도 한다.
EECR이 방출된 곳이라고 추측하는 기원의 이름은 로런스 버클리 국립연구소의 베바트론(Bevatron)과 페르미 국립 가속기 연구소의 테바트론(Tevatron)의 이름을 따 제바트론(Zevatrons)으로 이름붙여졌으며, 이름 그대로 입자를 1 ZeV (1021 eV)로 가속시킬 수 있을 것이라 추측한다. 2004년엔 상대론적 제트 내부의 충격파로 인한 입자 가속으로 이 제트가 "제바트론" 역할을 할 것이라는 가설이 세워졌다. 특히 이 모델에서는 우리은하 근처의 M87 은하 내 상대론적 제트가 철 원자핵을 ZeV 단위로 가속시킬 수 있을 것이라고 주장했다. 2007년에는 PAO에서 EECR이 가까운 은하의 중심인 활동은하핵에 있는 초대질량 블랙홀에서 방출되었을 가능성에 대해 논의했다. 또한, 극도로 높은 에너지를 활동은하핵 자기권 내의 원심성 가속구조를 통해서도 설명할 수 있다. 하지만 여러 연구 결과에서는 우주선의 40% 미만이 활동은하핵에서 나왔다는 결과가 나오면서, 상관관계가 적다는 사실이 나왔다. 그립과 파블로프(2007, 2008)는 매우 무거운 암흑 물질들이 펜로즈 과정을 통해 붕괴되면서 방출되었을 것이란 설을 내놓았다.

## 관측 역사
1962년 미국 뉴멕시코주의 볼케이노 렌치 실험장에서 존 린슬레이와 리비오 스카르시가 처음으로 에너지가 1.0×1020 eV(16J)이 넘는 우주선을 관측했다.
이후에도 이보다 더 높은 운동 에너지를 가진 우주선 입자를 관측해기도 했다. 1991년 10월 15일 저녁 미국 유타 주의 더그웨이 성능 시험소에서 플라이아이 실험 중 발견한 오마이갓 입자가 그 예시다. 이 입자가 가진 에너지는 3×1020 eV(50J)로 천체물리학자들에게 충격을 주었다. 이 원자핵이 가진 에너지는 125g 야구공이 100km/h로 날라갈 때 가지는 에너지와 비슷하다. 이 입자가 가진 에너지는 지금까지 입자 가속기로 가속된 가장 높은 에너지를 가진 양성자보다 4천만배 더 많은 에너지를 가졌다.

## 같이 보기
- 은하외 우주선
- 오마이갓 입자

## 추가 자료
- Elbert, J. W.; Sommers, P. (1995년). “In search of a source for the 320 EeV Fly's Eye cosmic ray”. 《The Astrophysical Journal》 441 (1): 151–161. arXiv:astro-ph/9410069. Bibcode:1995ApJ...441..151E. doi:10.1086/175345.
- Clay, R.; Dawson, B. (1997년). 《Cosmic Bullets: High Energy Particles in Astrophysics》. Perseus Books. ISBN 0-7382-0139-1.
- Seife, C. (2000년). “Fly's Eye Spies Highs in Cosmic Rays' Demise”. 《Science》 288 (5469): 1147–1149. doi:10.1126/science.288.5469.1147a. PMID 10841723.
- The Pierre Auger Collaboration; Abreu; Aglietta; Aguirre; Allard; Allekotte; Allen; Allison; Alvarez; Alvarez-Muniz; Ambrosio; Anchordoqui; Andringa; Anzalone; Aramo; Argiro; Arisaka; Armengaud; Arneodo; Arqueros; Asch; Asorey; Assis; Atulugama; Aublin; Ave; Avila; Backer; Badagnani;  외. (2007년). “Correlation of the Highest-Energy Cosmic Rays with Nearby Extragalactic Objects”. 《Science》 318 (5852): 938–943. arXiv:0711.2256. Bibcode:2007Sci...318..938P. doi:10.1126/science.1151124. PMID 17991855.